# University of Puerto Rico at Mayagüez
University of Puerto Rico, Mayagüez Campus (UPRM) eller Recinto Universitario de Mayagüez (RUM) på spanska (även kallad Colegio och CAAM i anspelning på dess tidigare namn), är ett offentligt land-bidragsuniversitet i Mayagüez, Puerto Rico. UPRM är det näst största universitetsområdet i University of Puerto Rico -systemet. Utöver sin status som ett landbidragsuniversitet är det också medlem i forskningskonsortierna för sjöanslag och rymdbidrag. År 2009 bestod campusbefolkningen av 12 108 studenter, 1 924 ordinarie personal och 1 037 medlemmar av utbildningspersonalen. Under 2013 förblev studentpopulationen relativt stabil på 11 838, men undervisningsfakulteten sjönk till 684. Under andra terminen 2019 var cirka 12 166 studenter inskrivna. UPRM har ackrediterats av Middle States Commission on Higher Education (MSCHE) sedan 1946.

## Historia
Universitetet i Puerto Rico tillkom genom en lag från den lagstiftande församlingen den 12 mars 1903. År 1908 främjade fördelarna med Morill-Nelson Act som förklarades vara tillämpliga på ön, universitetets snabba tillväxt. Bevis på tillväxten var inrättandet av College of Liberal Arts i Río Piedras 1910 och College of Agriculture i Mayagüez 1911 som ett land-bidragsuniversitet.

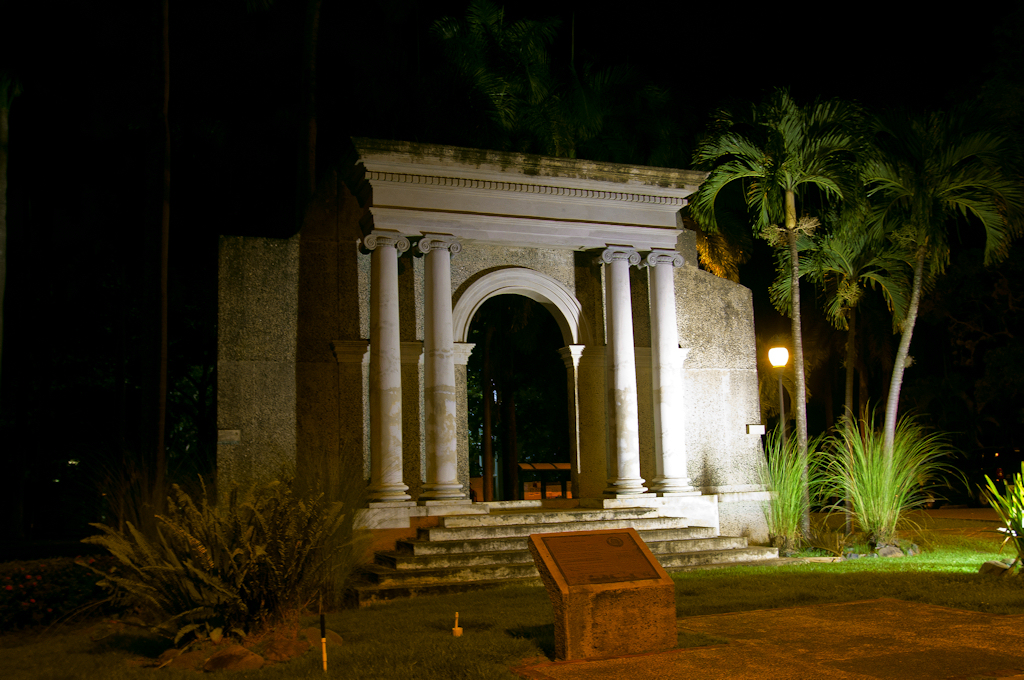
UPRM:s portik.

År 1918 orsakade en jordbävning och en brand betydande skada på institutionen. Ruinerna av entrén till en av byggnaderna, Degetau Hall – som inte bara stod emot jordbävningen, utan visade sig vara nästan oförstörbar efter att den återuppbyggda hallen revs ner i slutet av 1950-talet – skulle senare bli institutionens emblem. 1988 byggdes valvet (portiken) om och förvandlades till ett monument.
Campusprästgården var belägen vid José de Diego-byggnaden, den äldsta byggnaden inom campus, byggd 1911. Byggnaden var inskriven i National Historic Building Registry som arkitektoniskt arv. 1940 byggdes ett klocktorn in i huvudbyggnaden. 1993 genomgick byggnaden en restaurering.
År 1942, som ett resultat av universitetsreformen, erhöll campus en avsevärd grad av autonomi i högskolorna för jordbruk, ingenjörsvetenskap och vetenskap under ledning av en rektor. På 1950-talet lades fler program till när College of Arts and Sciences och Nuclear Center etablerades.
Puerto Ricos lagstiftande församling gjorde om universitetssystemet 1966. Omorganisationen ledde till den kontroversiella förändringen av dess namn till ''University of Puerto Rico – Mayagüez Campus'', som idag används som det officiella namnet på institutionen.

## Organisation
UPRM består av Colleges of Agricultural Sciences, Arts and Sciences, Business Administration, Engineering och Division of Continuing Education and Professional Studies. Högskolan för lantbruksvetenskaper inkluderar Lantbruksförsöksstationen.

## Campus

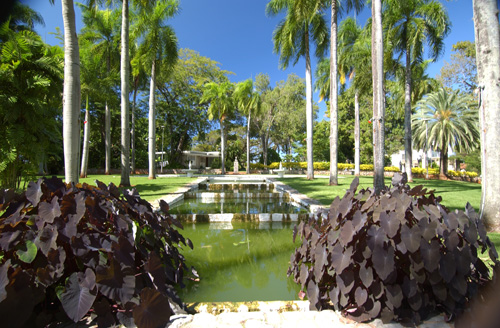
Kanslerhusets trädgårdar

UPR-Mayagüez campus omfattar cirka 1,27 km2. Campus har ett sportkomplex som inkluderar ett gym, ett viktrum, lokaler för dans/aerobicsklasser, basketplaner, ett tennis- och volleybollkomplex, ett natatorium, en utomhusidrottsplats och Rafael A. Mangual Coliseum. Hotel Colegial fungerar som enda sovsalar på campus och är reserverat för idrottare. Campus erbjuder två cafeterier, en bokhandel, en bankfilial, en lounge som heter La Cueva de Tarzán (Tarzans grotta) och ett datacenter, även om flera akademiska avdelningar också driver sina egna datorlaboratorier. 2016, efter mer än ett decennium i planering, invigdes MUSA, ett konstmuseum på campus. 2019 öppnades ett nytt kafé i Handelshögskolan. Campuset innehåller också ruinerna av en historisk byggnad, La Casilla del Caminero.
Mayagüez Campus General Library betjänar campusgemenskapen såväl som invånare i Mayagüez.

## Akademiker
Universitetet i Puerto Rico i Mayagüez består av fyra stora högskolor:
- Högskolan för lantbruksvetenskap
- College of Arts and Sciences
- Handelshögskolan
- Ingenjörshögskola

UPRM erbjuder 52 kandidatprogram, 28 masterprogram och fem doktorandprogram.
Mayagüez-campuset är ett av två landbidragsuniversitet i tropikerna och det enda där spanska är modersmålet (även om engelska också används flitigt). Campus erbjuder en unik miljö och i viss mån är det i en privilegierad position att fungera som internationellt centrum för studier, utbildning och forskning inom jordbruksvetenskap.

### Forskning
UPR-Mayagüez är ett av de viktigaste centra i Atlantenregionen för studier av tropisk marin vetenskap på grund av dess läge, faciliteter och förstklassiga forskare. Forskningsanläggningarna inkluderar Puerto Rico Water Resources and Environmental Research Institute, Caribbean Coral Reef Institute (CCRI), Research and Development Center, Agricultural Research Station och Caribbean Atmospheric Research Center (ATMOSCarib).
College of Engineering har moderna datoriserade laboratorier för undervisning, mätning av utmattning och brott i olika material, design av tillverkade produkter och processerna för att bygga dem samt datordesign. Det finns ett centrum för civil infrastruktur som används för att designa strukturer som är resistenta mot naturkatastrofer och transportsystem. Andra forskningsområden inkluderar utveckling av soldrivna fordon och båtar, användning av satellitfotografering för att studera jordfenomen och studier av miljöpåverkan från industrigifter.
Institutioner för engelska, humaniora och latinamerikanska studier ger också stipendier som är erkända runt om i världen. Några av de viktigaste områdena inkluderar digital humaniora, karibiska kulturstudier och transnationella ämnen. Campus är värd för flera konferenser om banbrytande humanistiska ämnen varje år.
Högskolan är ackrediterad av ABET . Det är bland de tio största amerikanska universiteten inom teknikområdet i antal inskrivna studenter.
Universitetet i Puerto Rico i Mayagüez producerar cirka 600 ingenjörer varje år. A National Action Council for Minorities in Engineering, Inc. (NACME) rapport för läsåret 1996–1997 visar att universitetet i Puerto Rico i Mayaguez utexaminerade det överlägset största antalet latinamerikanska ingenjörer.

## Studentliv
Universitetets maskot är en bulldogg som heter Tarzán. Tarzans för män och Janes för damidrottslag, respektive. Mayagüez campus är medlem i LAI ( Liga Atlética Interuniversitaria ). Det är det enda universitetet som deltar i alla sporter som sponsras av LAI. Den deltar för närvarande i 16 herrsporter och 12 damidrotter med totalt 373 idrottare. Dess huvudbyggnad är Rafael A. Mangual Coliseum .
Campus har haft en olympisk simbassäng i Natatorio RUM och ett tenniscenter sedan centralamerikanska och karibiska spelen 2010 .

### Aktiviteter
Campus har över 100 studentorganisationer. Några årliga evenemang inkluderar:
- Cinco Días con Nuestra Tierra (Fem dagar med vår jord): Varje mars anordnar jordbruksstudenter ett femdagarsevenemang för att fira jordbruket.
- Justas Intercolegiales (Intervarsity Games): Varje april är det atletiska tävlingar mellan puertoricanska universitet.
- Cena Internacional (internationell middag): Varje november samlas alla internationella studenter, fakulteten och personalen för en middag.
- Encendido de la Navidad (Christmas Enlightening): Varje december deltar studenter, lärare, personal och samhället i trädtändningsceremonin för att starta julhelgen på campus.